# Dubłynky
Dubłynky (ukr. Дублинки) – wieś na Ukrainie, w obwodzie żytomierskim, w rejonie nowogrodzkim. W 2001 roku liczyła 323 mieszkańców.